# Спасовдан
Спасовдан или Вазнесење Христово је хришћански празник, који се слави 40 данa након Васкрса.
По хришћанском веровању, васкресењем Господ је показао да је јачи од смрти и 40. дана од васкрсења његови су се ученици налазили за трпезом. Тог дана им се Христос поново јавио и рекао: 
Идите по свему свету и проповедајте Јеванђеље сваком створењу. Ко поверује и крсти се, биће спасен, а ко не поверује биће осуђен.
Да би у томе успели Христос им је обећао Духа Утешитеља, и заповедио да до силаска Духа Светога не излазе из Јерусалима. Тако су могли пренијети Христову веру у свет и тиме људство спасавати у вери - одатле назив Спасовдан. 
Подигнутих руку Христос је ученике и благословио након чега се почео узносити на небо - Узнесење, тако се, завршивши дело спасења, вратио Богу на небесима.
Манастир Рукумија, Манастир Сестрољин, Манастир Доброводица и Манастир Раваница су посвећени Спасовдану. Неким градовима је то крсна слава, нпр. Београд, Бањалука, Источно Ново Сарајево, Невесиње, Чачак.

## Слава Београда
Спасовдан је иначе и крсна слава града Београда, који тиме чува спомен на тај дан 1403. године када га је деспот Стефан Лазаревић прогласио српском престоницом, а верски празник за градску славу. Последња литија на Спасовдан у Београду, након доласка на власт комуниста, била је 1947. године. У летопису Вазнесенске цркве је записано да је литија била каменована од стране агилних скојеваца, а исте године је забрањена. Спасовдан је као слава Београда обновљена 1993. године када је улицама у центру града прошла литија први пут после 46 година. Литија има устаљену трасу београдским улицама, симболично затварајући круг у порти Вазнесенске цркве, која је прво изграђена као војна црква (за потребе војске, од 1863-1866), да би након те три године постала парохијски храм.

## Народна веровања и обичаји
Многи обичаји о Спасовдану сачувани су још од предхришћанских времена. Божанство Спас је имало улогу заштите и спасења, те му се народ обраћа молитвом:
Свети Спасе – спаси душе наше!
Спасовдан је био многобожачки дан празновања Главног четвртка у години. Громовник Перун, тукао је, по веровању, громовима и градом усеве, а божанство Спас је уз помоћ житног класа у руци, спасавало усеве од туче.
Пре Спасовдана није се пило млеко од Нове године. На Спасовдан мушкарци се не брију, жене се не умивају и деца се не купају. Не спава се преко дана, да се не би дремало преко године. У Београду је до 1930-тих постојао обичај да жене уочи празника преноће на гробовима својих покојника, јер су веровале да се тада јавља њихов дух.
Верска прослава Спасовдана састојала се у одласку у Цркву на верски обред посвећен овом празнику. После изласка из цркве, домаћини су своје госте водили кући, где их је чекао припремљен ручак.